# 북위 48도
북위 48도는 적도로부터 48도 북쪽을 지나는 위선이다. 유럽, 아시아, 태평양, 북아메리카, 대서양을 지난다. 이 위도에서의 일조시간은 하지에는 16시간 3분, 동지에는 8시간 22분이다.
북위 48도선을 기준으로 캐나다의 퀘벡주와 뉴브런즈윅주의 경계가 형성된다.

## 지나가는 지역
북위 48도선은 본초 자오선으로부터 동쪽 방향으로 다음 지역을 지나간다.
| 좌표                                                    | 국가·지역·해역 | 비고 |
| ------------------------------------------------------- | -------------- | --- |
| 북위 48° 0′ 동경 0° 0′  / 북위 48.000° 동경 0.000°      | 프랑스         | |
| 북위 48° 0′ 동경 7° 36′  / 북위 48.000° 동경 7.600°     | 독일           | 바덴뷔르템베르크주 |
| 북위 48° 0′ 동경 12° 52′  / 북위 48.000° 동경 12.867°   | 오스트리아     | |
| 북위 48° 0′ 동경 17° 9′  / 북위 48.000° 동경 17.150°    | 헝가리         | 약 8km |
| 북위 48° 0′ 동경 17° 16′  / 북위 48.000° 동경 17.267°   | 슬로바키아     | |
| 북위 48° 0′ 동경 18° 49′  / 북위 48.000° 동경 18.817°   | 헝가리         | |
| 북위 48° 0′ 동경 22° 51′  / 북위 48.000° 동경 22.850°   | 우크라이나     | 자카르파탸주 |
| 북위 48° 0′ 동경 22° 56′  / 북위 48.000° 동경 22.933°   | 루마니아       | 약 4km |
| 북위 48° 0′ 동경 23° 0′  / 북위 48.000° 동경 23.000°    | 우크라이나     | 자카르파탸주 |
| 북위 48° 0′ 동경 23° 3′  / 북위 48.000° 동경 23.050°    | 루마니아       | |
| 북위 48° 0′ 동경 23° 24′  / 북위 48.000° 동경 23.400°   | 우크라이나     | 자카르파탸주 - 라히브 남쪽 통과 이바노프란키우스크 체르니우치주                                                          |
| 북위 48° 0′ 동경 26° 11′  / 북위 48.000° 동경 26.183°   | 루마니아       | |
| 북위 48° 0′ 동경 27° 8′  / 북위 48.000° 동경 27.133°    | 몰도바         | 트란스니스트리아 통과 |
| 북위 48° 0′ 동경 28° 54′  / 북위 48.000° 동경 28.900°   | 우크라이나     | 오데사주 미콜라이우주 키로보흐라드주 미콜라이우주 키로보흐라드주 드니프로페트로우스크주 자포리자주 도네츠크주 루한스크주 |
| 북위 48° 0′ 동경 39° 48′  / 북위 48.000° 동경 39.800°   | 러시아         | 로스토프주 볼고그라드주 칼미크 공화국 아스트라한주                                                                       |
| 북위 48° 0′ 동경 47° 1′  / 북위 48.000° 동경 47.017°    | 카자흐스탄     | |
| 북위 48° 0′ 동경 85° 34′  / 북위 48.000° 동경 85.567°   | 중화인민공화국 | 신장 위구르 자치구 |
| 북위 48° 0′ 동경 89° 2′  / 북위 48.000° 동경 89.033°    | 몽골           | |
| 북위 48° 0′ 동경 89° 17′  / 북위 48.000° 동경 89.283°   | 중화인민공화국 | 신장 위구르 자치구 |
| 북위 48° 0′ 동경 89° 35′  / 북위 48.000° 동경 89.583°   | 몽골           | 울란바토르 북쪽 통과 |
| 북위 48° 0′ 동경 115° 30′  / 북위 48.000° 동경 115.500° | 중화인민공화국 | 내몽골 자치구 |
| 북위 48° 0′ 동경 117° 47′  / 북위 48.000° 동경 117.783° | 몽골           | |
| 북위 48° 0′ 동경 118° 28′  / 북위 48.000° 동경 118.467° | 중화인민공화국 | 내몽골 자치구 헤이룽장성                                                                                                 |
| 북위 48° 0′ 동경 130° 44′  / 북위 48.000° 동경 130.733° | 러시아         | 유대인 자치주 |
| 북위 48° 0′ 동경 132° 52′  / 북위 48.000° 동경 132.867° | 중화인민공화국 | 헤이룽장성 |
| 북위 48° 0′ 동경 134° 33′  / 북위 48.000° 동경 134.550° | 러시아         | 하바롭스크 프리모르스키 변경주 하바롭스크                                                                                |
| 북위 48° 0′ 동경 139° 33′  / 북위 48.000° 동경 139.550° | 타타르 해협    | |
| 북위 48° 0′ 동경 142° 12′  / 북위 48.000° 동경 142.200° | 러시아         | 사할린섬 |
| 북위 48° 0′ 동경 142° 32′  / 북위 48.000° 동경 142.533° | 오호츠크해     | 쿠릴 열도( 러시아) - 라스슈아섬과 우시시르섬 사이를 통과                                                                 |
| 북위 48° 0′ 동경 153° 10′  / 북위 48.000° 동경 153.167° | 태평양         | |
| 북위 48° 0′ 서경 124° 41′  / 북위 48.000° 서경 124.683° | 미국           | 워싱턴주 - 올림픽반도 아이다호주 몬태나주 노스다코타주 미네소타주                                                        |
| 북위 48° 0′ 서경 89° 56′  / 북위 48.000° 서경 89.933°   | 캐나다         | 온타리오주 - 약 7km |
| 북위 48° 0′ 서경 89° 50′  / 북위 48.000° 서경 89.833°   | 미국           | 미네소타주 - 그랜드 포티지 스테이트파크 통과                                                                             |
| 북위 48° 0′ 서경 89° 35′  / 북위 48.000° 서경 89.583°   | 캐나다         | 온타리오주 - 약 2km |
| 북위 48° 0′ 서경 89° 34′  / 북위 48.000° 서경 89.567°   | 슈피리어호     | |
| 북위 48° 0′ 서경 88° 59′  / 북위 48.000° 서경 88.983°   | 미국           | 미시간주 - 로얄섬 |
| 북위 48° 0′ 서경 88° 41′  / 북위 48.000° 서경 88.683°   | 슈피리어호     | |
| 북위 48° 0′ 서경 85° 54′  / 북위 48.000° 서경 85.900°   | 캐나다         | 온타리오주퀘벡주 |
| 북위 48° 0′ 서경 69° 47′  / 북위 48.000° 서경 69.783°   | 세인트로렌스만 | |
| 북위 48° 0′ 서경 69° 30′  / 북위 48.000° 서경 69.500°   | 캐나다         | 퀘벡주 와 뉴브런즈윅주의 경계 퀘벡주 뉴브런즈윅주 - 캠벨턴 통과                                                          |
| 북위 48° 0′ 서경 66° 19′  / 북위 48.000° 서경 66.317°   | 샬로만         | 퀘벡주( 캐나다) 가스페반도 남쪽 통과                                                                                     |
| 북위 48° 0′ 서경 64° 33′  / 북위 48.000° 서경 64.550°   | 캐나다         | 뉴브런즈윅주 - 미스쿠섬 등대 남쪽 통과                                                                                   |
| 북위 48° 0′ 서경 64° 29′  / 북위 48.000° 서경 64.483°   | 세인트로렌스만 | |
| 북위 48° 0′ 서경 59° 17′  / 북위 48.000° 서경 59.283°   | 캐나다         | 뉴펀들랜드 래브라도주 - 뉴펀들랜드섬                                                                                     |
| 북위 48° 0′ 서경 53° 39′  / 북위 48.000° 서경 53.650°   | 트리니티만     | |
| 북위 48° 0′ 서경 53° 19′  / 북위 48.000° 서경 53.317°   | 캐나다         | 뉴펀들랜드 래브라도주 - 뉴펀들랜드섬                                                                                     |
| 북위 48° 0′ 서경 52° 59′  / 북위 48.000° 서경 52.983°   | 대서양         | |
| 북위 48° 0′ 서경 4° 30′  / 북위 48.000° 서경 4.500°     | 프랑스         | |

## 같이 보기
- 북위 47도
- 북위 49도